# 御家騷動
御家騷動（日语：お家騒動）是日本江戶時代的大名家因家督繼承、爭奪權力等而引起的內部紛爭。在現代則用來比喻企業、家族等的內爭。

## 概要
發生御家騷動的原因多源自家臣間的對立，家臣間為了主導權、藩政的方向而造成紛爭，如：譜代家臣和新參家臣的對立、藩政改革時守舊派和改革派的對立、幕末時信條的對立等。或因為主君與家臣間的傾軋，如：主君欲排除有力的家臣，強化自身的權力；家臣迫使無能的主君退位等。此外，家督繼承、認養養子等也是造成騷動的原因之一。被稱為日本三大御家騷動的加賀騷動、黑田騷動、伊達騷動就是綜合上述幾種原因而引起。
御家騷動通常由各大名家自行解決，但也有由幕府等外部進行仲裁。江戶時代初期，幕府介入的結果大概是改易、減封、轉封領地等。幕府對御家騷動的介入在江戶時代中期已漸漸減少，19世紀初的仙石騷動則是最後一次。

## 主要的御家騷動
- 1608年（慶長13年）：筒井騷動（筒井氏 - 伊賀上野藩）
- 1613年（慶長18年）：大久保長安事件（大久保氏）
- 1617年（元和3年）：最上騷動（最上氏 - 山形藩）
- 1618年（元和4年）：牛方馬方騷動（加藤氏 - 熊本藩）
- 1626年（寬永3年）：柳川一件（宗氏 - 對馬藩）
- 1633年（寬永10年）：黑田騷動（黑田氏 - 福岡藩）
- 1634年（寬永11年）：船橋騷動（津輕氏 - 弘前藩）
- 1635年（寬永12年）：津和野騷動（塩治騷動、龜井氏 - 津和野藩）
- 1639年（寬永16年）：會津騷動（加藤氏 - 會津藩）
- 1640年（寬永17年）：生駒騷動（生駒氏 - 高松藩）
- 1640年（寬永17年）：池田騷動（池田氏 - 山崎藩）
- 1640年（寬永17年）：御下之亂（相良氏 - 人吉藩）
- 1648年（慶安元年）：丹波福知山騷動（稻葉氏 - 福知山藩）
- 1648年（慶安元年）：古田騷動（古田氏 - 濱田藩）
- 1648年（慶安元年）：喜連川騷動（喜連川氏 - 喜連川藩）
- 1660年（萬治3年）：伊達騷動（綱宗隱居事件、伊達氏 - 仙台藩）
- 1665年（寬文5年）：伊達騷動（寬文事件、伊達氏 - 仙台藩）
- 1679年（延寶7年）：越後騷動（高田騷動、松平氏 - 高田藩）
- 1697年（元祿10年）：伊達騷動（綱村隱居事件、伊達氏 - 仙台藩）
- 1710年（寶永7年）：野村騷動（久松松平氏 - 桑名藩）
- 1748年（寬延元年）：加賀騷動（前田氏 - 加賀藩）
- 1751年（寶曆元年）：水野騷動（水野氏 - 岡崎藩）
- 1753年（寶曆3年）：安藤騷動（安藤氏 - 加納藩）
- 1759年（寶曆9年）：竹鐵砲事件（相良氏 - 人吉藩）
- 1808年（文化5年）：近思錄崩（文化朋黨事件 / 秩父崩、島津氏 - 薩摩藩）
- 1824年（文政7年）：仙石騷動（仙石氏 - 出石藩）
- 1849年（嘉永2年）：由羅騷動（嘉永朋黨崩 / 高崎崩、島津氏 - 薩摩藩）

## 江戶時代以前的御家騷動
- 1470年（文明2年）：京極騷亂（京極氏的家督之爭，與應仁之亂同時期）
- 1536年（天文5年）：花倉之亂（駿河今川家的家督之爭）
- 1550年（天文19年）：二階崩之變（大友氏的家督之爭）
- 1578年（天正6年）：御館之亂（參照上杉景勝）
- 1590年（天正18年）：鍋島騷動（參照鍋島勝茂）
- 1595年（文祿4年）：蒲生騷動（日语：蒲生騒動）

## 現代的御家騷動
- 產經新聞·鹿內家
- 讀賣巨人
- 阪神虎
- 第一勸業銀行（第一銀行出身者和日本勸業銀行出身者的對立）
- 切爾西足球俱樂部
- 東京貝爾迪
- AVEX
- 艾尼克斯·Mag Garden
- Yellow Cab·SUNS ENTERTAINMENT
- 全日本職業摔角·諾亞(NOAH)摔角
- 角川書店·MediaWorks
- 吉本興業